# Rina Bovrisse
Rina Bovrisse (sinh năm 1974, tại Nhật) là một nhà thiết kế thời trang, nhà hoạt động cho bình đẳng giới và doanh nhân. Bovrisse là cựu sinh viên tốt nghiệp Trường Thiết Kế Parsons, của nhãn hiệu Chanel. Ngoài ra cô còn được được biết đến khi khởi kiện Prada về sự phân biệt giới lên  Văn phòng Cao ủy Nhân quyền của Liên hợp Quốc. Bovrisse là người phụ nữ đầu tiên tranh cử chức thị trưởng thành phố Tokyo năm 2016.

## Tuổi
Năm 1990, cô chuyển tới thành phố New York để theo theo học trường quốc tế Liên Hợp Quốc nhưng sau đó đã theo học học viện Lawrence ở Groton, New England